# Автомагістраль A2 (Нідерланди)

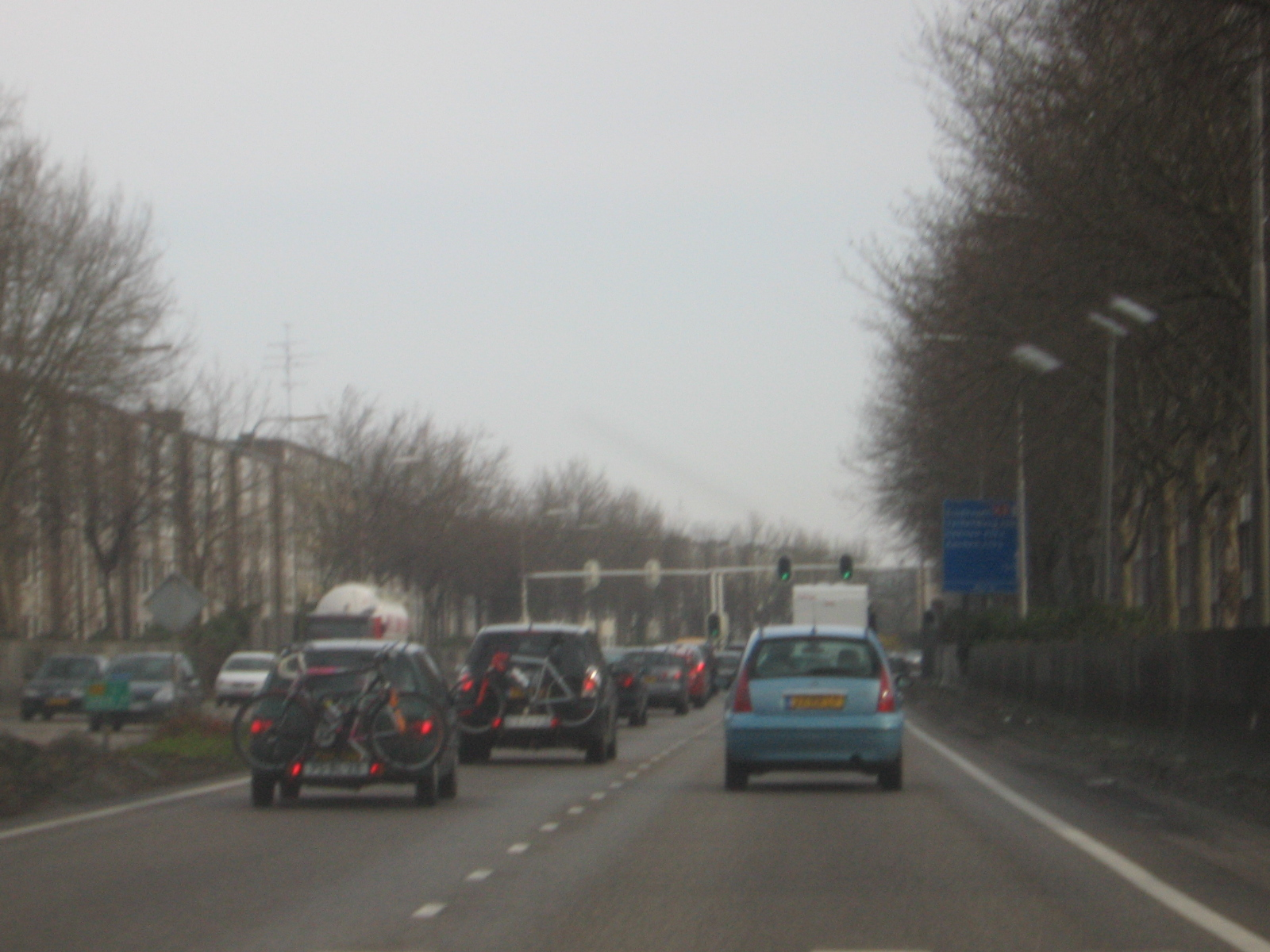
N2 через Маастрихт.

Автомагістраль А2 — автомагістраль у Нідерландах. Це одна з найбільш завантажених автострад у Нідерландах. Дорога з'єднує місто Амстердам, поблизу розв'язки Амстел з бельгійським кордоном, поблизу Маастрихта (Нідерланди) і Льєжа (Б), а також бельгійську дорогу A25.
Маршрут автостради A2 спільний з двома основними європейськими трасами. Між своїм початком, на розв’язці Амстел, поблизу Амстердама, та розв’язці Оуденрейн, поблизу Утрехта, європейський маршрут E35 слідує за автострадою А2. Від розв’язки Oudenrijn до бельгійського кордону на південь від Маастрихта європейський маршрут E25 слідує за маршрутом A2. Місцеві та швидкісні смуги на A2 мають різні обмеження швидкості. Обмеження швидкості на швидкісних смугах становить 120 км/год (75 миль/год), а для місцевих жителів — 100 км/год (63 милі/год).

## Опис маршруту
У минулому автомагістраль A2 була перервана в одному місці, поблизу Маастрихта. Ця ділянка була названа N2, щоб відрізнити автомагістраль (A2) від неавтомагістралі (N2).
Донедавна автомагістраль A2 була перервана між розв'язками Kruisdonk і Europaplein через Маастрихт. Ця ділянка дороги була побудована як шосе (N2) з кількома перехрестями в рівній частині зі світлофорами. У грудні 2016 року було відкрито для руху тунель короля Віллема-Олександра, 4-смуговий тунель, побудований у два шари, що поклало край цій ситуації.
Кільцева дорога навколо міста Ейндговен, так звана Randweg між розв'язками Еккерсвейер і Леендерхайде, використовує систему місцевих швидкісних смуг. Дві внутрішні смуги не мають виїздів, тому вони призначені виключно для швидкісного руху, що проїжджає через місто Ейндговен. Вона вважається автострадою (A2) з максимальною швидкістю 120 км/год (75 миля/год). Дві зовнішні смуги використовуються транспортними засобами до та з Ейндховена та сусідніх міст. Вона не відповідає нідерландським стандартам автомагістралі (більші схили біля перехресть і менші радіуси поворотів), і має максимальну швидкість 80 км/год (50 миля/год). Ці зовнішні смуги мають номер дороги N2, щоб відрізнити місцеві смуги від швидкісних смуг.

## Історія
Автомагістраль А2 була предметом кількох проектів реконструкції. Поруч із проектом навколо Ейндховена, як описано вище, A2 перебудовувався в таких місцях:
Між розв’язками Холендрехт і Ауденрейн дорогу розширили з шести (2x3) до десяти (2x5) смуг. В цілому на цій ділянці достатньо місця, щоб розширити її до чотирнадцяти (2x7) смуг. Поблизу міста Утрехт застосовано систему місцевих швидкісних смуг, причому три внутрішні смуги обслуговують швидкісний рух, а дві зовнішні смуги обслуговують місцевий рух. На відміну від ситуації біля Ейндховена, статус автомагістралі збережено для місцевих смуг, тобто всі десять смуг збережуть назву A2.
У 1954—1986 роках на автомагістралі працював залізничний переїзд.
Між розв'язками Ауденрейн і Евердінген A2 було розширено до восьми смуг (2x4). Між розв'язками Евердінген і Деїль дорога розширена з чотирьох (2x2) до восьми смуг (2x4). Ділянку між розв'язками Деїль та Ембаль було розширено з чотирьох до шести смуг.